# O último cais
O último cais é o primeiro romance publicado pela escritora portuguesa Helena Marques, em 1992.   

## Enredo
Este romance relata as histórias de várias personagens de algumas famílias madeirenses, e decorre maioritariamente no Funchal, durante o século XIX. 
As duas personagens principais são Marcos Vaz de Lacerda, médico, e a sua esposa, Raquel Passos Villa. Casados desde a sua juventude, têm uma relação feliz e satisfatória, de grande cumplicidade e compreensão. As restantes personagens do livro estão sempre relacionados de alguma forma com este casal, servindo cada capítulo para contar as suas respectivas histórias.
Marcos viaja bastante devido à sua profissão, mas também ao seu desejo de "fuga" da sua vida quotidiana, do marasmo da ilha. Raquel é a sua Penélope, que o espera, uma e outra vez, sonhando com o dia em que também ela partirá à descoberta do desconhecido e dos seus antepassados.
O seu desejo é concretizado numa viagem que o casal faz até à Guiana Britânica. Contudo, Raquel, que já se encontrava grávida, acaba por morrer ao dar à luz Clara.
De regresso ao Funchal, Marcos apoia-se na sua família e no trabalho para conseguir reconstruir a sua vida após a morte de Raquel, e criar Clara. Pai e filha ajudam-se um ao outro a crescer e a sobreviver. Mais tarde, Marcos e Luciana envolvem-se numa relação amorosa que lhes trará estabilidade e felicidade. “Marcos amou-a mas dentro das limitações estritas que lhe consentia a fidelidade a Raquel.”
O romance termina em 1904.

## As personagens femininas
As mulheres são as personagens centrais. Cada mulher representa um tipo de mulher portuguesa daquela época. Raquel é a protagonista. É feliz no casamento e tem uma perspectiva positiva da vida. As outras mulheres são personagens que interagem com Raquel e sua família:
- Constança, a tia de Raquel, é infeliz e solitária;
- Catarina Isabel é a mulher profissional daquela época, que lutou para estudar e para exercer a profissão de médica num mundo de homens.
- Benedita é a filha mais velha de Raquel, que ao perder a mãe na adolescência se vê privada do seu modelo. Assim, passa a sua vida adulta a tentar imitar a mãe, negando a sua própria personalidade.
- Clara é a filha mais nova de Raquel, que recebeu desta o seu espírito, a sua essência: o ser feliz. Apesar de a mãe ter morrido para que nascesse, Clara tornou-se num mulher forte e realizada, muito graças ao pai, Marcos.
- Charlotte é uma turista inglesa que está no hotel em que Marcos e Clara se instalam, e que se envolve nas suas vidas ao dar aulas a Clara. Esteve envolvida no movimento do sufrágio feminino.
- Luciana é uma mulher livre e pensadora, que ao enviuvar recebe a sua tão desejada liberdade
- Violante é casada com João Vicente, são inférteis, mas felizes.

## Premiações
O romance recebeu os seguintes prêmios: 
- Prêmio Revista Ler/ Círculo dos Leitores;
- Grande Prêmio de Romance e Novela da Associação Portuguesa de Escritores (1992);
- Prêmio Máxima-Revelação, Prêmio Bordallo de Literatura da Casa da Imprensa, e Prêmio Procópio de Literatura (1992).